# Les Trois Âges de la femme
Pour les articles homonymes, voir Trois âges.
 (août 2014).
Si vous disposez d'ouvrages ou d'articles de référence ou si vous connaissez des sites web de qualité traitant du thème abordé ici, merci de compléter l'article en donnant les références utiles à sa vérifiabilité et en les liant à la section « Notes et références ».
Les Trois Âges de la femme est un tableau peint en 1905, par le peintre autrichien Gustav Klimt. Il mesure 180 × 180 cm. Il est conservé à la galerie nationale d'Art moderne et contemporain à Rome, depuis 1912. Gustav Klimt a reçu le prix Esposizione d'Arte Internazionale pour ce tableau, en 1911.